# 小行星22322
小行星22322（22322 Bodensee）是一颗绕太阳运转的小行星，为主小行星带小行星。该小行星于1991年9月13日发现。

## 轨道参数
小行星22322的轨道半长轴为2.4879299 UA，离心率为0.066。